# Coryphothamnus
Coryphothamnus é um género botânico pertencente à família Rubiaceae.

## Espécies
- Coryphothamnus auyantepuiensis	(Steyerm.) Steyerm.

1. ↑  «Coryphothamnus — World Flora Online». www.worldfloraonline.org. Consultado em 19 de agosto de 2020